# District de Kalulushi
Le district de Kalulushi est un district de Zambie, situé dans la province du Copperbelt. Sa capitale se situe à Kalulushi. Selon le recensement zambien de 2000, le district a une population de 75 806 personnes.